# Lasciami entrare (álbum de Valerio Scanu)
Lasciami entrare es un álbum de estudio del cantante italiano Valerio Scanu, publicado el 28 de enero de 2014. Fue anticipado el 7 de enero con la publicación del sencillo "Sui nostri passi" y el 14 de enero con la publicación del video musical "Sui nostri passi".
En este álbum que contiene 11 canciones inéditas (12 con la versión acústica de Parole di cristallo), Valerio Scanu es cantante, autor y productor. Puede así expresar con toda libertad todos sus pensamientos y elegir sus canciones, escribiendo también casi todas las canciones.
En el álbum hay también la presencia de Luca Mattioni (escribió dos canciones) y de Mario Cianchi (escribió una canción). Está presente también una canción Un giorno in più con música de Silvia Olari y Andrea Amati y dos canciones en inglés, Sometimes Love et Alone.
La producción artística es de Luca Mattioni. Están presentes también dos mastering engineer, Matt Howe y Chris Gehringer.
Toda la obra fue producida por la NatyLoveYou, discográfica independiente creada por el mismo Valerio Scanu, y distribuida por la Self Distribuzione y por la Digital Believe por la versión digital.
El significado de todo el proyecto y de cada canción del álbum fue explicado por el mismo cantante.
En particular el título del álbum Lasciami entrare, que signífica "Déjame entrar", representa la voluntad del artista de entrar en el corazón de las personas, hasta de las que no lo conocen todavía.
El crítico musical Roberto Graziani hizo una completa análisis técnica de cada canción de este álbum, mostrando también la evolución musical y vocal del cantante.

## Lista de canciones
| N° | Títulos                                           | Autores                                          | Duración |
| -- | ------------------------------------------------- | ------------------------------------------------ | -------- |
| 1  | Sui nostri passi                                  | Valerio Scanu, Luca Mattioni, Mario Cianchi      | 3:43     |
| 2  | Come fanno le stelle                              | F. Fratoni, D. Coro                              | 3:54     |
| 3  | Parole di cristallo                               | Valerio Scanu, D. Rossi, F. Paciotti             | 4:46     |
| 4  | Lasciami entrare                                  | Valerio Scanu, F. Paciotti                       | 2:54     |
| 5  | Per noi                                           | Valerio Scanu, D. Rossi, M. Tommasi, F. Paciotti | 3:11     |
| 6  | Ancora per me                                     | Valerio Scanu, F. Paciotti                       | 3,40     |
| 7  | Alone                                             | W. O. Knight, L. Mattioni                        | 4:15     |
| 8  | Un giorno in più                                  | Valerio Scanu, A. Amati, S. Olari                | 3:31     |
| 9  | Vorrei dirtelo                                    | Valerio Scanu, L. Bussoletti, F. Paciotti        | 3:04     |
| 10 | Sometimes love                                    | W. O. Knight, F. Turco, D. Serafino              | 3:27     |
| 11 | Dormi                                             | Valerio Scanu, R. Canale, R. L. Di Benedetto     | 3:54     |
| 12 | Parole di cristallo (acústico) - digital descarga | Valerio Scanu, D. Rossi, F. Paciotti             | 3:30     |

## Éxito comercial
El primer día de la preventa en Itunes, el álbum llegó a la primera posición en la clasificación de los álbumes. Después perdió graduálmente esta posición. Pero llegó de nuevo a la primera posición el primer día de la venta, y después de unos días conquista de nuevo la primera posición el 9 de febrero.
En la clasificación FIMI, el álbum llegó a la segunda posición, la mejor posición obtenida por este álbum. El álbum después de su salida se quedó en las 20 mejores posiciones para dos semanas. para un total global de permanencia en las 100 mejores posiciones para seis semanas.
Las ventas del álbum han sido sostenidas también por el primer sencillo extraído del álbum, Sui nostri passi, que se presentó en duodécima posición una semana después de su salida de la Top Digital Download italiana, en referencia a la clasificación FIMI, y también por el segundo sencillo extraído del álbum, Lasciami entrare, que una semana después de su salida se presentó en decimoquinta posición de la misma clasificación, y alcanza sucesivamente la cuarta posición como mejor posición en la misma clasificación.
El sencillo Lasciami entrare, una semana después de su publicación, empieza a la decimoquinta posición de la Top Digital Download italiana redactada por FIMI y se queda en la clasificación durante siete semanas consecutivas, para alcanzar luego a finales de agosto la cuarta posición, su mejor posición, en la misma clasificación. En septiembre continúa manteniéndose estable en la Top Digital Download, en la primera semana del mes en las 15 primeras posiciones y en la siguiente en las 20 primeras posiciones.
El 12 de septiembre de 2014 el sencillo Lasciami entrare está certificado disco de oro por la Federación Industria Musical italiana por haber sido cargado más de 15.000 veces en la venta digital en Internet.

## Clasificaciones
El álbum ócupa la segunda posición en la Clasificación oficial FIMI (Federación Industria Musical Italiana) por el periodo siguiente: desde el 27 de enero hasta el 2 de febrero de 2014.

## Banda
Valerio Scanu está acompañado por estos músicos:
- Martino Onorato: piano y dirección musical
- Stefano Profazi: guitarras
- Roberto Lo Monaco: bajo
- Alessandro Pizzonia: Batería y percusiones.

Coristas: